# هريهوري سكوفورودا
هريهوري سكوفورودا، أو غريغوري سافيتش سكوفورودا (بالأوكرانية: Григорий Савич Сковорода، بالروسية: Григо́рий Са́выч Сковорода́؛ 3 ديسمبر 1722 - 9 نوفمبر 1794) فيلسوف من أصل قوزاق أوكرانيا الذين عاشوا وعملوا في الإمبراطورية الروسية. كان شاعراً ومعلماً ومؤلفاً للموسيقى الليتورجية. يُنظر عالمياً إلى تأثيره الكبير على معاصريه والأجيال اللاحقة وأسلوب حياته باعتباره سقراطياً، وكان يُطلق عليه غالباً «سقراط». ساهم عمل سكوفورودا في التراث الثقافي لكل من أوكرانيا وروسيا الحديثة، حيث يدعي كلا البلدين أنه من مواطنيها.
كتب سكوفورودا أعماله بمزيج من ثلاث لغات: الكنيسة السلافونية والأوكرانية والروسية، بجانب كم كبير من النزعات الأوروبية الغربية، واقتباسات باللغتين اللاتينية واليونانية. فيما كُتبت معظم رسائله الناجية باللغة اللاتينية أو اليونانية، لكن جزءاً صغيراً اعتمد مجموعة متنوعة من اللغة الروسية للطبقة المتعلمة في سلوبودا أوكرانيا، نتيجة الترويس الطويل ولكن مع العديد من المظاهر الأوكرانية التي لا تزال واضحة.
تلقى سكوفورودا تعليمه في أكاديمية كييف موهيلا في كييف. عاش الفيلسوف حياة مفكر متجول متسول بالقوى الدنيوية والروحية التي تملكته. تتداخل مشاكل الكتاب المقدس في منشوراته وحواراته مع تلك التي تناولها سابقاً أفلاطون والرواقيين. صدر أول كتاب لسكوفورودا بعد وفاته في 1798 في سانت بطرسبرغ. ونُشرت أعماله الكاملة لأول مرة في سانت بطرسبرغ في 1861. كانت العديد من أعماله موجودة فقط في شكل مخطوطة قبل هذه الطبعة.

## للاستزادة
- Dytyniak Maria Ukrainian Composers – A Bio-bibliographic Guide – Research report No. 14, 1896, Canadian Institute of Ukrainian Studies, University of Alberta, Canada.
- Ern, Vladimir F. Григорий Саввич Сковорода. Жизнь и учение (Moscow: Путь, 1912)
- Gustafson, Richard F. "Tolstoy's Skovoroda." Journal of Ukrainian Studies 22, no. 1/2 (1997): 87.
- Marshall, Richard H. Jr., and Bird, Thomas E. (eds.) Hryhorij Skovoroda: an anthology of critical articles (Edmonton: Canadian Institute of Ukrainian Studies, 1994)
- Perri, Giuseppe. "The Prologue to the Narcissus of Hryhorii Skovoroda as a Philosophical Testament." (2015).
- Pylypiuk, Natalia. ‘The Primary Door: at the threshold of Skovoroda’s theology and poetics’, Harvard Ukrainian Studies, 14(3–4), 1990, pp551–583
- Zakydalsky, Taras, "The Theory of Man in the Philosophy of Skovoroda" (1965)
- Naydan, Michael M. (ed.) 'Special issue on Hryhorii Skovoroda', Journal of Ukrainian Studies, 22 (1–2), 1997
- Scherer, Stephen. "Structure, symbol and style in Hryhorii Skovoroda's" Potop Zmin"." East European Quarterly 32, no. 3 (1998): 409–429.
- Shreyer-Tkachenko O. Hryhoriy Skovoroda – muzykant., Kiev, 1971
- "The world tried to catch him but failed — Hryhoriy Skovoroda, the 18th-century Ukrainian philosopher", Welcome to Ukraine, 2003, 1
- The Garden of Divine Songs and Collected Poetry of Hryhory Skovoroda. Hryhory Skovoroda, Translated in English by Michael M. Naydan. (Glagoslav Publications, 2016) (ردمك 9781911414032)
- The Complete Correspondence of Hryhory Skovoroda – Philosopher And Poet. In English (Glagoslav Publications, 2016) (ردمك 9781784379902)
- Shubin, Daniel H. Skovoroda: The World Tried to Catch me but could Not, (ردمك 978-0966275735) Biography with some original translation of his philosophic compositions.

## وصلات خارجية
- أعمال أو نبذة عن هريهوري سكوفورودا على أرشيف الإنترنت
- Online concordance